# ルシャ山
ルシャ山（ルシャやま）は、北海道の斜里郡斜里町と目梨郡羅臼町の2町にまたがる標高848.4mの山である。山頂には三等三角点「留斜」が設置されている。

## 概要
知床連峰の知床硫黄山の東側の中腹に位置する山で、北にはルサ乗り越えを経てトッカリムイ岳・知床岳が聳えている。
山名である「ルシャ」はアイヌ語の「ru-e-san-i（道・そこで・浜に出る・ところ）」が由来で、この地名は現在のルサ乗り越えを指し、かつてはアイヌにとって知床半島を越える際の主要なルートになっていたという。

## 登山
登山道はないため残雪期に登られる。主な登山ルートは羅臼町側のルサ川河口付近からルシャ山の尾根を登って山頂へ至るルートである。